# Prowler
"Prowler" je úvodní skladba z debutového studiového alba anglické heavy metalové skupiny Iron Maiden Iron Maiden z roku 1980. Skladba také vyšla na EP The Soundhouse Tapes a napsal ji baskytarista skupiny Steve Harris.

## Sestava
- Paul Di'Anno – zpěv
- Dave Murray – kytara
- Dennis Stratton – kytara
- Steve Harris – baskytara
- Clive Burr – bicí